# Coppa del mondo di marcia 2008
La Coppa del mondo di marcia 2008 (2008 IAAF World Race Walking Cup) si è svolta a Čeboksary, in Russia, nei giorni 10 e 11 maggio.

## Ordine d'arrivo

### Uomini
| Specialità                    | Oro                        | Prestazione | Argento        | Prestazione | Bronzo         | Prestazione |
| 20 km (dettagli)              | Francisco Javier Fernández | 1h18'15"    | Valerij Borčin | 1h18'21"    | Éder Sánchez   | 1h18'34"    |
| 50 km (dettagli)              | Denis Nizhegorodov         | 3h34'14"    | Alex Schwazer  | 3h37'04"    | Trond Nymark   | 3h44'59"    |
| 10 km juniores (dettagli)     | Aleksej Barcajkin          | 39'57"      | Ding Chen      | 40'12"      | Denis Strelkov | 40'17"      |
| Gara a squadre 20 km          | Russia                     | 11 pt.      | Spagna         | 22 pt.      | Australia      | 47 pt.      |
| Gara a squadre 50 km          | Italia                     | 28 pt.      | Messico        | 29 pt.      | Spagna         | 30 pt.      |
| Gara a squadre juniores 10 km | Russia                     | 4 pt.       | Cina           | 7 pt.       | Spagna         | 10 pt.      |

### Donne
| Specialità                    | Oro                | Prestazione | Argento           | Prestazione | Bronzo            | Prestazione |
| 20 km (dettagli)              | Olga Kaniskina     | 1h25'42"    | Tat'jana Sibilëva | 1h26'29"    | Vera Santos       | 1h28'17"    |
| 10 km juniores (dettagli)     | Tat'jana Kalmykova | 42'44"      | Irina Jumanova    | 43'23"      | Elmira Alembekova | 44'39"      |
| Gara a squadre 20 km          | Russia             | 7 pt.       | Portogallo        | 24 pt.      | Spagna            | 38 pt.      |
| Gara a squadre 10 km juniores | Russia             | 3 pt.       | Romania           | 11 pt.      | Colombia          | 18 pt.      |